# Вассму, Хербьёрг
Хе́рбьёрг Ва́ссму (норв. Herbjørg Wassmo; полное имя — норв. Herbjørg Margretha Wassmo; род. 6 декабря 1942, Мюре, Экснес, Вестеролен, Норвегия) — норвежская писательница и поэтесса.

## Биография
Хербьёрг Вассму родилась 6 декабря 1942 года на севере Норвегии, в регионе Вестеролен, в небольшом городке Мюре в Экснесе. Ещё в детстве в начальной школе Вассму писала полные грамматических ошибок, но очень поэтичные стихи, а также хорошо рисовала. Получив профессию учительницы, Вассму много лет проработала в школе в Северной Норвегии, одновременно изучая литературу и продолжая писать стихи и прозу. В 1976 году Вассму опубликовала свой первый сборник лирических стихов «Хлопанье крыльев», не имевший успеха.
В 1981 году состоялся дебют Хербьёрг Вассму в качестве писательницы-прозаика, когда был опубликован её первый роман «Дом с закрытой верандой» («Дом со стеклянной верандой»). До этого Вассму была практически неизвестна, поэтому, когда в том же году книга была удостоена Премии Ассоциации норвежских критиков и номинирована на престижную норвежскую Литературную премию Северного совета (так называемый «скандинавский Нобель»), это стало большим событием в современной норвежской литературе. В этот раз Литературная премия Северного совета не была вручена писательнице только потому, что, по правилам присуждения премии, её лауреатом не может стать дебютант, но в 1987 году за роман «Кровоточащие небеса» писательница была удостоена этой премии.
После первого успешного романа Хербьёрг Вассму окончательно оставила работу в школе для того, чтобы целиком посвятить себя писательской деятельности. Одними из главных тем в творчестве Вассму становятся проблемы женщин в обществе, а также современная реальность Северной Норвегии. Это было заметно уже в первых двух поэтических сборниках Вассму, некоторые стихи которых были написаны на местном диалекте.
Основными в творчестве Хербьёрг Вассму являются две трилогии: о Торе и о Дине. Трилогия под общим названием «Тора», в которую входят романы «Дом с закрытой верандой» (1981), «Тихая комната» (1983) и «Кровоточащие небеса» (1986) — это реалистические романы о молодой девушке из маленькой рыбацкой деревушки в Северной Норвегии, подвергавшейся сексуальному насилию со стороны отчима, о попытках Торы преодолеть травмировавший её опыт детства. В своих стремлениях отгородиться от прошлого и вырваться из среды обитания, в мечтах о другой жизни, Тора перестаёт различать действительность и мечты, что оборачивается для неё безумием и заканчивается преждевременной смертью. В трилогии о Торе писательница также уделяет большое внимание реалистическому описанию жизни людей в небольшой северной норвежской деревушке 50-х годов XX века.
В 1989—1997 годах Хербьёрг Вассму написала трилогию под общим названием «Дина», в которую входят романы «Книга Дины» (1989), «Сын счастья» (1992) и «Наследство Карны» (1997). Действие этой трилогии происходит в 40—50-х годах XIX века, начинаясь в торговом городе в Северной Норвегии, продолжаясь в столице Дании Копенгагене и заканчиваясь снова в Норвегии, а образ главной героини Дины стал как бы антитезой Торы. Как и Тора, Дина в детстве переживает трагедию: её неосторожные действия становятся невольной причиной гибели матери, и это накладывает трагический отпечаток на всю дальнейшую жизнь Дины. Но, в отличие от Торы, Дина не производит впечатление жертвы: она обладает сильным характером роковой женщины, самостоятельно ведёт бизнес, и, на первый взгляд, её жизнь складывается счастливо и успешно, однако Дина обречена на одиночество и саморазрушение. Эта трилогия стала бестселлером в Европе и Скандинавии и на основе первого романа в 2002 году был снят кинофильм совместного производства стран Норвегии, Швеции, Дании, Германии и Франции под названием «Я — Дина». Хербьёрг Вассму стала одним из авторов сценария кинофильма, а главные роли в фильме исполнили такие известные скандинавские и европейские актёры театра и кино, как Мария Бонневи, Пернилла Аугуст, Кристофер Экклстон, Жерар Депардьё. Фильм демонстрировался во многих странах (в том числе и в России) и выпущен на DVD.
Впоследствии Хербьёрг Вассму написала романы «Седьмая встреча» (2001), «Бегство от Франка» (2003), в которых также поднимает волнующие её проблемы женщин, умело сочетая с реалистичным описанием современной скандинавской действительности.
В 2006 году Хербьёрг Вассму написала один из своих самых жёстких реалистических романов «Стакан молока, пожалуйста», в котором поднимается тема работорговли в XXI веке и даётся широкая панорама жизни современного Осло.
В 2009 году в романе «Сто лет» писательница обратилась к биографии своей семьи и написала роман-сагу о трёх женщинах, истории жизни которых тесно взаимосвязаны с историей Севера Норвегии: о Саре Сусанне — своей прабабушке, которая была моделью ангела заалтарного образа собора Лофотенских островов, об Элиде — своей бабушке, счастьем всей жизни которой была беззаветная любовь к мужу, и об Йордис — своей матери.
Хербьёрг Вассму также работала над радиопостановками, опубликовала документальный роман и иллюстрированную книгу для детей.
За свою творческую деятельность писательница удостоена многочисленных престижных национальных и зарубежных наград, в том числе Командор Ордена Святого Олафа (2007), Премия Браги (Почётная премия, 2010), Кавалер французского Ордена Искусств и литературы (2011). Книги Хербьёрг Вассму приобрели международную известность (особенно творчество писательницы имеет большой успех в Дании и Германии), переведены на несколько языков мира и издаются большими тиражами.
В 2006 году Хербьёрг Вассму посетила VIII международную книжную ярмарку интеллектуальной литературы Non/fiction в России, на которой было представлено творчество самых значимых современных норвежских писателей. Творчество Хербьёрг Вассму хорошо известно российским читателям, поскольку, начиная с 1993—1994 годов, многие её романы неоднократно издавались на русском языке в переводе выдающейся переводчицы со скандинавских языков Любови Григорьевны Горлиной в журнале «Иностранная литература» (1994 г., № 6), в российских книжных издательствах «АСТ», «Азбука-классика», «Иностранка», «Слово/Slovo», «Астрель», «Олимп - ППП», «Б.С.Г.-Пресс», причём трилогия «Дина» переиздавалась несколько раз.

### Романы
1. 1981 — Дом с закрытой верандой[норв.] (Дом со стеклянной верандой) (норв. Huset med den blinde glassveranda) (первая книга трилогии «Тора») (Премия Ассоциации норвежских критиков, 1981)
2. 1983 — Тихая комната (норв. Det stumme rommet) (вторая книга трилогии «Тора»)
3. 1986 — Кровоточащие небеса (норв. Hudløs himmel) (третья книга трилогии «Тора») (Литературная премия Северного Совета, 1987)
4. 1989 — Книга Дины[норв.] (норв. Dinas bok) (первая книга трилогии «Дина»)
5. 1992 — Сын счастья (норв. Lykkens sønn) (вторая книга трилогии «Дина»)
6. 1997 — Наследство Карны (норв. Karnas arv) (третья книга трилогии «Дина»)
7. 2001 — Седьмая встреча (норв. Det sjuende møte)
8. 2003 — Бегство от Франка (норв. Flukten fra Frank)
9. 2006 — Стакан молока, пожалуйста[норв.] (норв. Et glass melk takk)
10. 2009 — Сто лет (норв. Hundre år)

### Поэзия
1. 1976 — Хлопанье крыльев (норв. Vingeslag) (сборник стихов)
2. 1977 — норв. Flotid (сборник стихов)
3. 1991 — Маленькие зелёные изображения в большой синей раме (норв. Lite grønt bilde i stor blå ramme) (сборник стихов)

### Разное
1. 1983 — Зимний июнь (норв. Juni-vinter) (радиопостановка)
2. 1984 — Путь (Так держать) (норв. Veien å gå) (документальный роман)
3. 1985 — норв. Mellomlanding (радиопостановка)
4. 1995 — Соло: четыре истории (норв. Reiser : fire fortellinger) (рассказы)
5. 1996 — норв. Hemmelig torsdag i treet (иллюстрированная книга для детей)

## Публикации на русском языке
1. «В поисках Дины» (избранные главы из романа «Сын счастья»), журнал «Иностранная литература», 1994 г., № 6, перевод с норвежского и предисловие Любови Горлиной
2. «Книга Дины» (первая книга трилогии «Дина»); переводчик Любовь Горлина; 1993 г., издательство «Олимп - ППП»; 1999 г., издательство «АСТ», ISBN 5-237-03107-2 ; 2002 г., издательство «Азбука-классика», ISBN 5-352-00094-X
3. «Сын счастья» (вторая книга трилогии «Дина»); переводчик Л. Горлина; 1999 г., изд. «АСТ», ISBN 5-237-03106-4 ; 2002 г., изд. «Азбука-классика», ISBN 5-352-00095-8
4. «Наследство Карны» (третья книга трилогии «Дина»); переводчик Л. Горлина; 1999 г., изд. «АСТ», ISBN 5-237-03110-2 ; 2002 г., изд. «Азбука-классика», ISBN 5-352-00093-1
5. «Седьмая встреча»; переводчик Л. Горлина; 2003 г., изд. «Слово/Slovo», ISBN 5-85050-712-4
6. «Бегство от Франка»; переводчик Л. Горлина; 2005 г., изд. «Б.С.Г.-Пресс», ISBN 5-93381-201-3
7. «Стакан молока, пожалуйста»; переводчик Л. Горлина; 2008 г., изд. «Иностранка», ISBN 978-5-389-00104-6
8. «Сто лет»; переводчик Л. Горлина; 2008 г., изд. «Астрель» и «Corpus», ISBN 978-5-271-30301-2

## Награды
1. 1981 — Премия Ассоциации норвежских критиков (за роман «Дом с закрытой верандой»[норв.] («Дом со стеклянной верандой»))
2. 1983 — Премия Книготорговли (за роман «Тихая комната»)
3. 1986 — Премия Nordland fylkes kulturpris
4. 1987 — Литературная премия Северного Совета (за роман «Кровоточащие небеса»)
5. 1991 — Премия Гильдендаль
6. 1997 — Премия Amalie Skram-prisen
7. 1998 — Приз имени Жана Монне[фр.] (Франция)
8. 2004 — Приз Eeva Joenpelto-prisen (Финляндия)
9. 2006 — Награда Havmannprisen (за роман «Стакан молока, пожалуйста»[норв.])
10. 2007 — Командор Ордена Святого Олафа
11. 2010 — Премия Браги (Почётная премия)
12. 2011 — Кавалер Ордена Искусств и литературы (Франция)